# Ermida de Santo António (Horta)

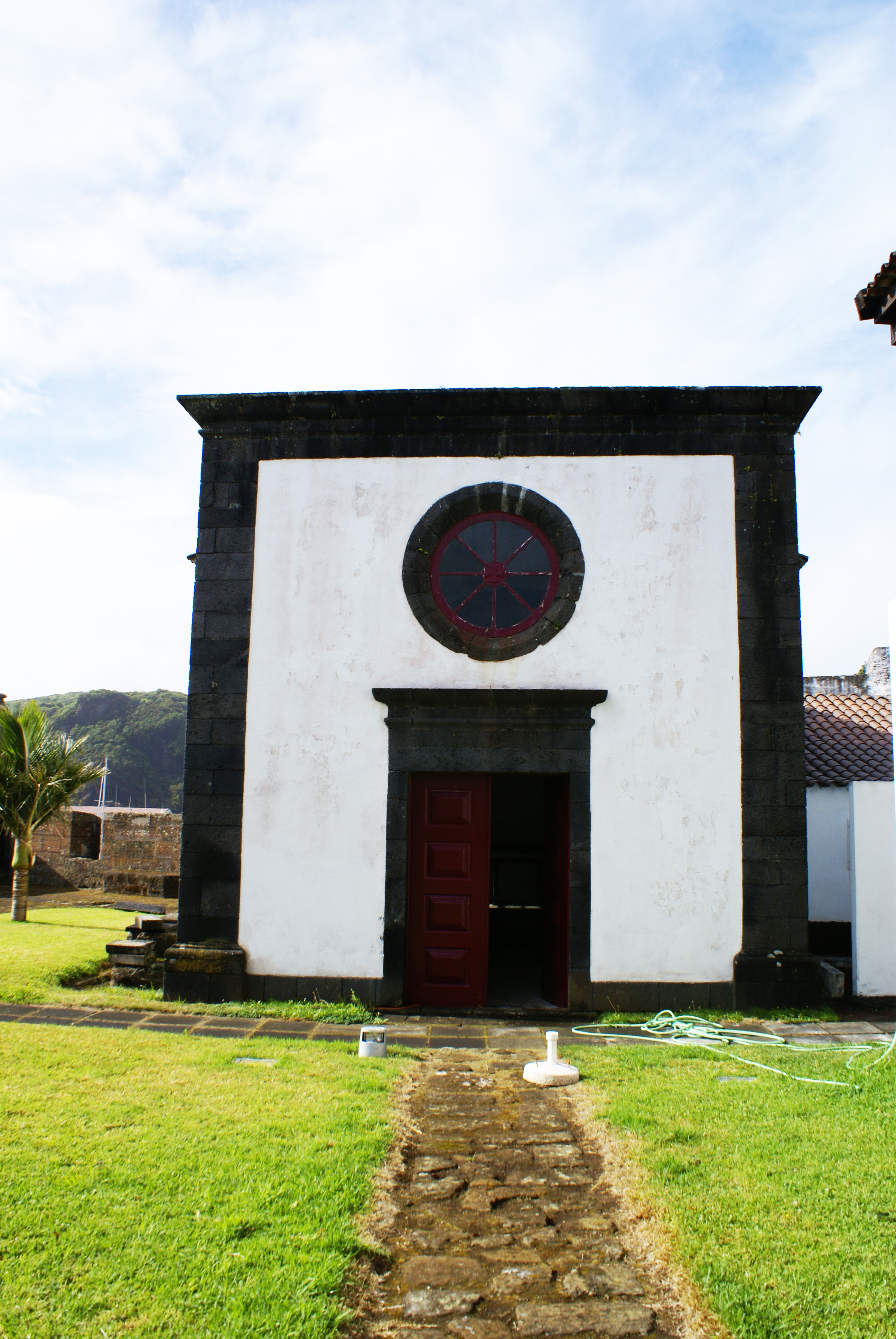
Ermida de Santo António, Horta: fachada.

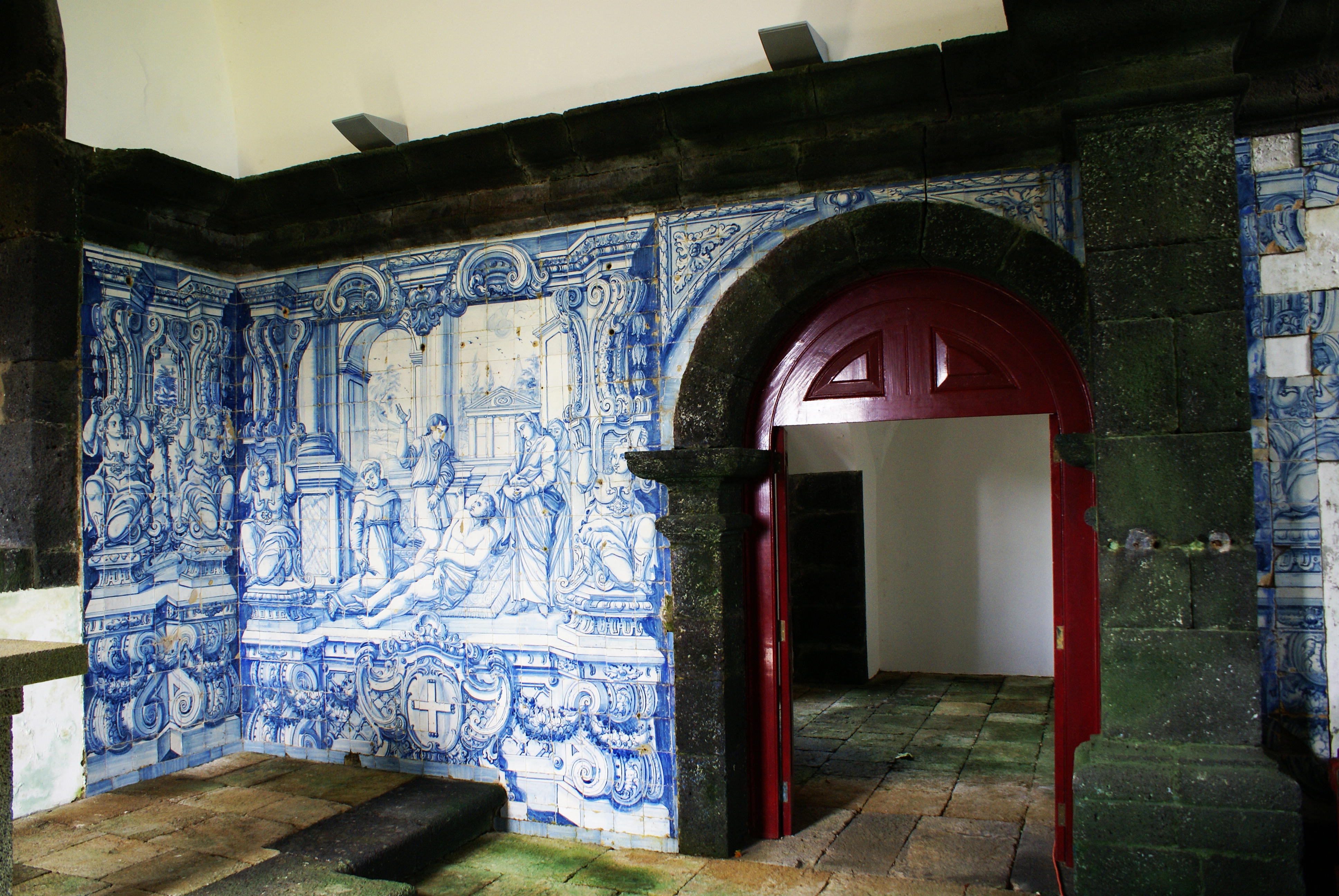
Ermida de Santo António: paineis de azulejos.

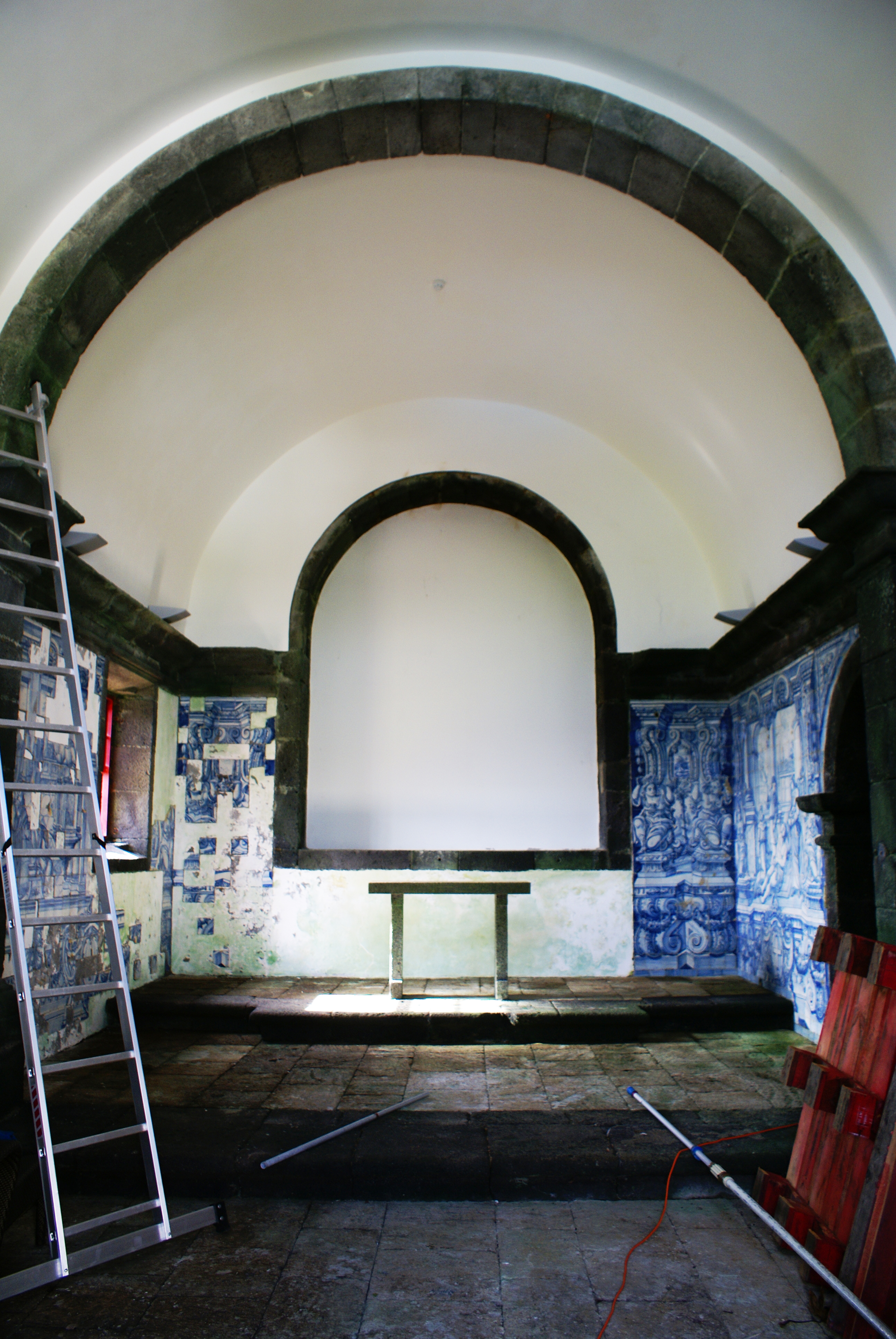
Ermida de Santo António: aspecto do interior.

A Ermida de Santo António localiza-se na freguesia da Matriz, cidade e concelho de Horta, na ilha do Faial, nos Açores.
Foi edificada a oeste da praça de armas do Forte de Santa Cruz, no século XVII.

## Características
Apresenta planta rectangular com o tardoz encostado ao lado sul da muralha. Tem frontaria retangular, rematada por uma cornija, a eixo da qual se encontra a porta de entrada, com cornija, encimada por um óculo circular. A construção é em alvenaria de pedra rebocada e caiada, à excepção do soco, dos cunhais, das cornijas e das molduras dos vãos que são em cantaria à vista. Tem cobertura de duas águas em telha de meia-cana tradicional.
Em seu interior destacam-se uma valiosa colecção de azulejos policromáticos em tons de azul e branco e a cantaria de basalto.